# Foreste di conifere e decidue dell'Anatolia meridionale
Le foreste di conifere e decidue dell'Anatolia meridionale sono un'ecoregione dell'ecozona paleartica, definita dal WWF (codice ecoregione: PA1220), che si estende attraverso le montagne della Turchia meridionale, della Siria occidentale, del Libano e dell'estremità settentrionale di Israele.
La regione fa parte della ecoregione globale 123 Formazioni forestali mediterranee, inclusa nella lista Global 200.

## Territorio
Situata prevalentemente in Turchia, ma con piccole aree che sconfinano anche in Siria e Libano, si tratta di un'ecoregione estremamente montuosa. Ad essa appartengono le alte montagne dell'Anatolia meridionale (catena del Tauro) in Turchia e le montagne del Levante (Libano e Anti-Libano) in Siria e Libano. Anche aree montuose più piccole del bacino centrale dell'Anatolia, come quelle dei monti Erenler, Kozlu, Hasan e Melendiz, sono caratterizzate da una vegetazione simile a quella di questa ecoregione.
Le alte montagne che fanno capo a questa ecoregione possono essere suddivise in cinque gruppi: il Tauro Occidentale (o di Isauria; 3024 m), il Tauro Centrale (o di Licia; 3585 m), il Tauro Orientale (o di Cilicia; 3734 m), i monti Nur (2262 m) e la catena del Libano (3083 m). Esse sono costituite principalmente da rocce calcaree, ma un po' ovunque si trovano anche serpentino e altre formazioni ofiolitiche.
In gran parte a causa dell'influenza del regno floristico irano-turanico, questa ecoregione è ricca di piante erbacee e presenta un'alta percentuale (superiore al 30%) di specie endemiche, più che in ogni altra regione del Mediterraneo. Come in tutte le altre zone mediterranee, il clima è caratterizzato da siccità estive e da un'alta piovosità invernale. I principali fattori che influenzano il clima, e, di conseguenza, la vegetazione, sono: le alte montagne che si innalzano ripidamente dal mare; l'orientamento di queste montagne, specialmente in relazione ai venti; e la prevalenza dei venti sud-occidentali, che trasportano la maggior parte della pioggia.
Ogni anno la regione riceve una quantità di pioggia di 800–2000 mm; la stagione più piovosa è l'inverno, la meno piovosa è l'estate.

## Flora

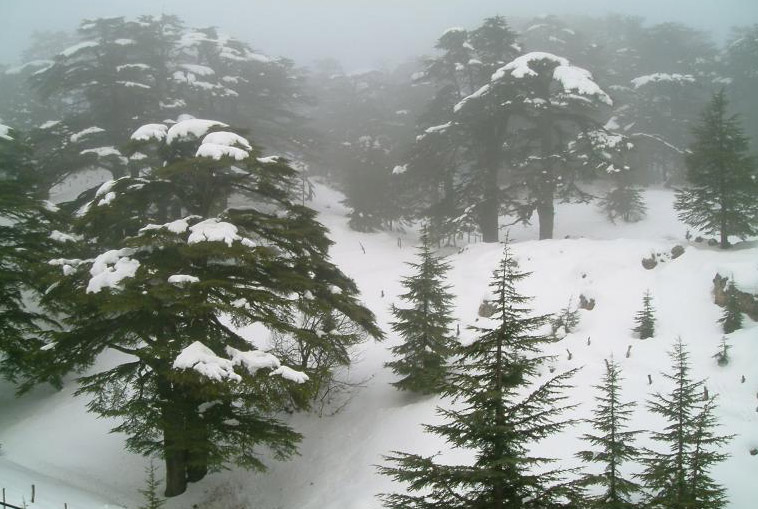
Foresta di cedri in Libano in inverno.

Foreste di conifere, foreste decidue e foreste alpine sono le principali formazioni vegetali di questa ecoregione. La maggior parte delle foreste sono formate da alberi di conifere, tra cui spiccano il pino nero dell'Anatolia (Pinus nigra), il cedro del Libano (Cedrus libani), l'abete del Tauro (Abies cilicica) e il ginepro (Juniperus foetidissima e J. excelsa, che delimitano la linea degli alberi). Il cedro del Libano si incontra nelle aree caratterizzate dal clima mediterraneo, mentre il pino nero dell'Anatolia predilige le zone dell'entroterra, dominate da un clima continentale. Sul versante meridionale delle montagne la linea degli alberi raggiunge un'altitudine di 2000 m; più nell'interno, può spingersi fino a 2200–2400 m. In generale si può affermare che la linea degli alberi si spinge più in alto procedendo verso est, man mano che aumentano le temperature e diminuiscono le precipitazioni.
Le foreste decidue sono concentrate sui monti Geyik e Nur, nella parte orientale dell'ecoregione. In questa regione, infatti, le precipitazioni sono più elevate (dell'ordine dei 1500–2000 mm annui), a causa del fatto che queste montagne sono disposte ad angolo retto rispetto ai venti umidi che soffiano dalla costa. Tra le specie decidue dominanti vi sono il carpino orientale (Carpinus orientalis), il carpino nero (Ostrya carpinifolia), varie querce (Quercus cerris, Q. libani, Q. trojana, Q. petraea subsp. pinnatiloba) e molte specie di acero (Acer hyrcanum, A. platanoides, A. campestre e A. monspessulanum). Un'altra formazione tipica di questa ecoregione sono i prati alpini xerofili dominati da camefite, cespitose ed emicriptofite. Le principali specie ed associazioni di questi prati sono Tanacetum praeteritum, Agropyron-Stachys, Alyssum propinquum ed A. masmenaeum e molte specie di Astragalus.
Nonostante la copertura forestale sia più estesa sul Tauro e sui monti Nur, è possibile trovare chiazze di foresta sui monti del Levante in Siria e Libano. In Siria, le foreste più estese si trovano sulla catena Alauita, dove cedri del Libano crescono sulle umide pendici orientali, abeti del Tauro su quelle volte a nord e ad ovest, e varie specie di ginepro sui versanti volti verso la steppa e il deserto siriano. In Libano, invece, il manto forestale più esteso è quello protetto entro i confini della riserva naturale dei cedri dello Shuf. Sfortunatamente, queste foreste non si rigenerano facilmente.

## Fauna

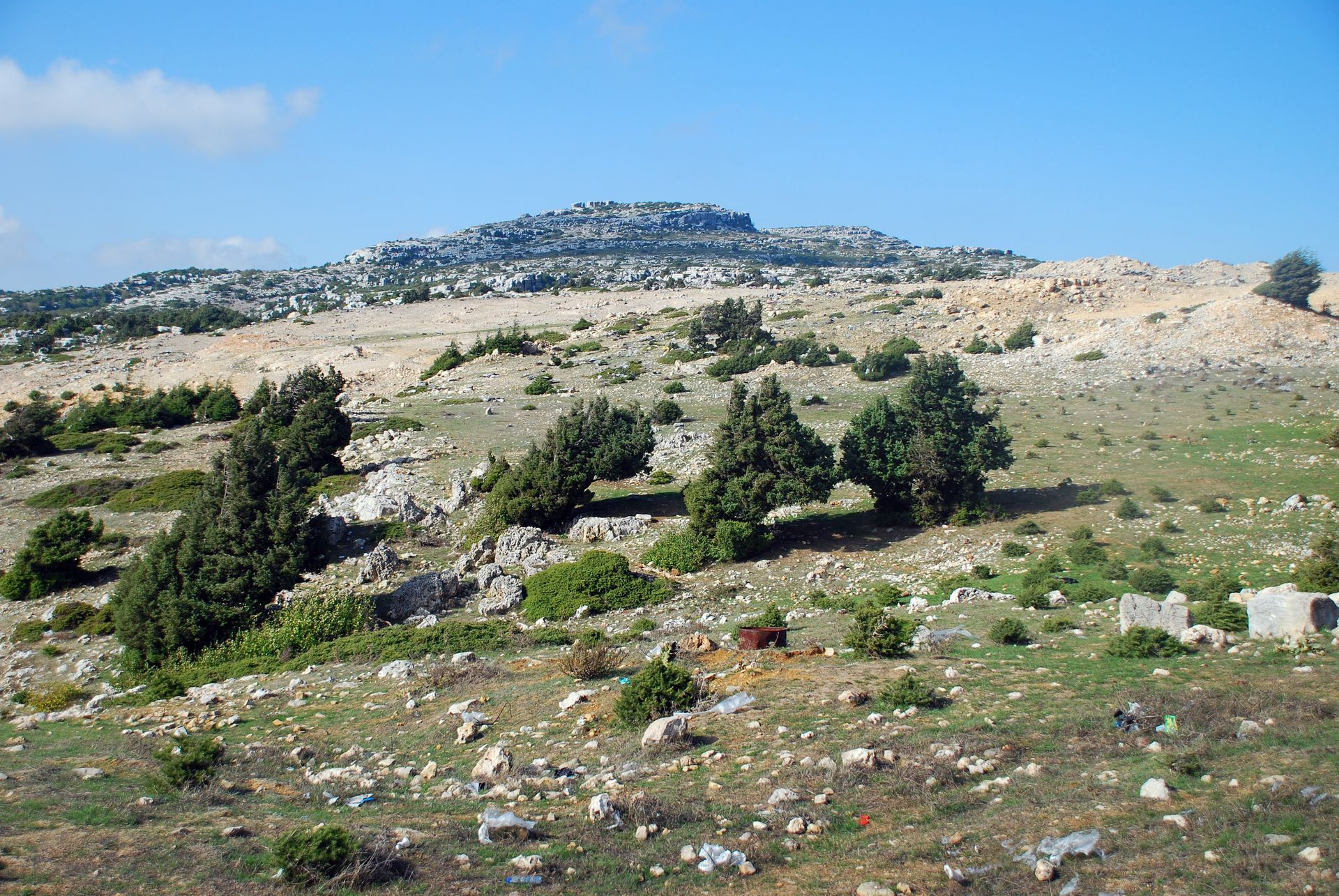
Veduta della catena Alauita in Siria.

La fauna di questa regione montuosa è particolarmente ricca, in quanto il terreno impervio ha notevolmente limitato le attività umane. I principali carnivori della zona sono l'orso bruno (Ursus arctos), il lupo (Canis lupus), la lince euroasiatica (Lynx lynx) e il caracal (Caracal caracal). Negli anni '50, la specie di carnivoro più rara qui presente era la tigre del Caspio (Panthera tigris virgata), ma l'ultimo esemplare venne abbattuto nel 1960. Attualmente, il carnivoro più raro è il leopardo dell'Anatolia (Panthera pardus tulliana), gravemente minacciato di estinzione. Tra gli erbivori presenti vi sono la capra selvatica (Capra aegagrus) e il daino (Dama dama); l'ultima popolazione di daino della Turchia sopravvive in un centro di riproduzione a Duzlercami. Sebbene questa specie sia stata introdotta in Europa nel XV secolo proprio a partire da esemplari provenienti dall'Anatolia meridionale, nella sua terra di origine oggi ne rimane appena una popolazione di circa 50 esemplari.
I monti Nur sono stati designati Important Bird and Biodiversity Area (IBA) a causa della loro posizione lungo una rotta migratoria utilizzata dagli uccelli che aggirano l'angolo nord-orientale del Mediterraneo nel loro viaggio tra i terreni di svernamento in Africa e quelli di nidificazione nell'Europa orientale. Qui sono state censite 82.287 cicogne bianche (Ciconia ciconia), 3303 cicogne nere (Ciconia nigra), 6203 pellicani comuni (Pelecanus onocrotalus) e 26.756 rapaci di varie specie.

## Popolazione
Le regioni montuose dell'ecoregione delle foreste di conifere e decidue dell'Anatolia meridionale sono storicamente caratterizzate da una bassa densità di popolazione, proprio a causa della morfologia impervia e dell'accessibilità limitata delle zone montane. Tuttavia, nelle vallate e nei fondovalle adiacenti alle catene del Tauro, del Libano e dell'Anti-Libano, la presenza umana è documentata fin dall'antichità: villaggi, cittadine rurali e piccoli insediamenti pastorali si sono sviluppati soprattutto lungo i corsi d'acqua, nei pressi delle oasi e nelle aree collinari più accessibili, dove i terreni consentono un'agricoltura di sussistenza e l'allevamento di ovini, caprini e bovini. Tradizionalmente, molte comunità locali praticano ancora la transumanza e il pascolo estivo sui pascoli alpini (yayla in Turchia), spostandosi con le mandrie verso le aree montane durante i mesi più caldi.
Nel corso del Novecento e fino ai giorni nostri, le trasformazioni socioeconomiche hanno portato a un progressivo spopolamento delle aree più remote e a una concentrazione della popolazione nelle pianure e nelle città maggiori, mentre le attività di pastorizia e agricoltura tradizionale sono andate incontro a un forte ridimensionamento. Tuttavia, alcune località montane hanno visto una recente rivalutazione come mete turistiche, grazie alla crescente attenzione per l'escursionismo, l'alpinismo e il turismo naturalistico, con il conseguente sviluppo di infrastrutture ricettive e servizi legati al turismo ambientale.
Le popolazioni che vivono nell'ecoregione sono costituite da una varietà di gruppi etnici: in Turchia si trovano prevalentemente comunità turche e curde, mentre in Siria e Libano sono presenti anche minoranze alauite, druse e maronite. L'identità culturale delle popolazioni locali è profondamente legata alle tradizioni pastorali, alla gestione dei boschi e alle tecniche agricole montane, nonché ai rapporti secolari con l'ambiente naturale e con le risorse forestali, che hanno modellato usi, costumi e paesaggi umani della regione.

## Conservazione
La distruzione e il degrado dell'habitat provocati dalle attività umane costituiscono un fenomeno molto antico nei bacini dell'Anatolia e della Mesopotamia, e risalgono a circa 2000 anni prima di Cristo, quando la popolazione umana iniziò rapidamente ad aumentare in seguito al successo delle pratiche agro-pastorali. Tuttavia, nonostante quest'area sia abitata e sfruttata da millenni, questa ecoregione in sé appare più intatta di quelle vicine, in quanto il terreno impervio ha scoraggiato l'insediamento umano. Le principali minacce sono costituite dall'industria del legname, dal sovrapascolo da parte del bestiame domestico, dalla raccolta commerciale di bulbi e dalla crescita di fattorie e città. Inoltre, le montagne costituiscono una popolare area ricreativa, e attirano cacciatori, turisti, escursionisti e scalatori che talvolta danneggiano l'habitat.